# Mermessus brevidentatus
Mermessus brevidentatus là một loài nhện trong họ Linyphiidae.
Loài này thuộc chi Mermessus. Mermessus brevidentatus được James Henry Emerton miêu tả năm 1909.